# Medulin
Medulin (Italiaans: Medolino; Venetiaans of Istriotisch: Medołin) is een gemeente en kleine plaats in het zuiden van het Kroatische schiereiland Istrië.
In Medulin zelf wonen (per 2001) 2580 mensen, in de gemeente wonen (per 2001) 6004 mensen.
Medulin, ooit een vissersdorpje, heeft zich gemoderniseerd en de plaatselijke economie is afhankelijk van toerisme.